# Maciej Nowicki (minister)
Maciej Władysław Nowicki (ur. 28 września 1941 w Warszawie) – polski ekolog, profesor nauk technicznych, działacz społeczny, w latach 1989–1991 wiceminister ochrony środowiska, w 1991 minister ochrony środowiska, zasobów naturalnych i leśnictwa, a w latach 2007–2010 minister środowiska.

## Życiorys
Ukończył I Liceum Ogólnokształcące im. Jana Kasprowicza w Inowrocławiu, następnie w 1964 studia na Wydziale Inżynierii Środowiska Politechniki Warszawskiej. W latach 1964–1970 był pracownikiem naukowym Polskiej Akademii Nauk, później do 1986 Politechniki Warszawskiej. Doktorat obronił w 1972 na Politechnice Warszawskiej, habilitował się na tej uczelni w 1976 z zakresu ochrony atmosfery. Tytuł profesora uzyskał w 1992.
W latach 1989–1991 zajmował stanowisko podsekretarza stanu w Ministerstwie Ochrony Środowiska, Zasobów Naturalnych i Leśnictwa. W 1991 pełnił urząd ministra tego resortu w rządzie Jana Krzysztofa Bieleckiego. Należał wówczas do Ruchu Obywatelskiego Akcji Demokratycznej i następnie do Unii Demokratycznej.
W 1992 założył Fundację EkoFundusz, zajmującą się ekokonwersją polskiego długu. Do października 2007 nieprzerwanie był prezesem zarządu tej organizacji. Pierwsze próby jego odwołania podjęte w marcu 2006 przez ministra skarbu państwa Wojciecha Jasińskiego spotkały się z negatywną reakcją wielu środowisk politycznych i ekologicznych.
W latach 1994–1995 był wiceprzewodniczącym Komisji Narodów Zjednoczonych ds. Zrównoważonego Rozwoju w Nowym Yorku. Od 1996 do 1997 pełnił funkcję doradcy sekretarza generalnego OECD w Paryżu. Uzyskał członkostwo w Europejskiej Akademii Nauk i Sztuk Pięknych z siedzibą w Salzburgu, radzie patronackiej Instytutu Jagiellońskiego, Komitecie Naukowym PAN „Człowiek i Środowisko”, Państwowej Radzie Ochrony Środowiska oraz Komitecie Narodowym do Spraw Współpracy z Międzynarodowym Programem Zmiany Globalne Geosfery i Biosfery (IGBP Global Change).
W 1996 został laureatem prestiżowej nagrody ekologicznej „Der Deutsche Umweltpreis” w ochronie środowiska za całokształt dokonań jako naukowiec, polityk i działacz ekologiczny. Pieniądze z tej nagrody (350 tys. DM) przeznaczył na założenie fundacji mającej na celu wspieranie rozwoju najlepszych absolwentów polskich uczelni w ochronie środowiska. W latach 1997–2007 wielomiesięczne stypendia zagraniczne we współpracy z niemiecką fundacją Deutsche Bundesstiftung Umwelt (DBU) otrzymało ponad 160 osób.
W 2007, po wygranych przez Platformę Obywatelską wyborach parlamentarnych, został ogłoszony kandydatem tej partii na stanowisko ministra środowiska w nowym rządzie. 16 listopada 2007 został ministrem środowiska w pierwszym rządzie Donalda Tuska. W latach 2008–2009 był przewodniczącym konferencji stron UNFCCC. Pełniąc tę funkcję, zorganizował i był prezydentem 14. Konferencji Narodów Zjednoczonych w sprawie Zmian Klimatu (odbytej w grudniu 2008 w Poznaniu).
8 grudnia 2009 podał się do dymisji, motywując to zakończeniem zaplanowanych zadań i zamiarem przejścia na emeryturę. Dymisja została przyjęta. 1 lutego 2010 został odwołany ze stanowiska. Za swoje najważniejsze osiągnięcia jako ministra uznał rozwiązywanie konfliktów z Unią Europejską (w szczególności problemu obwodnicy Augustowa), wdrażanie środowiskowego prawa unijnego i poprzez powołanie Generalnej Dyrekcji Ochrony Środowiska przyśpieszenie procedur środowiskowych, ustalenie sieci obszarów Natura 2000 oraz skuteczne wykorzystanie funduszy unijnych.
Autor lub współautor ponad 170 publikacji, w tym kilku książek poświęconych ochronie środowiska i ekorozwojowi. Uczestnik kilkuset konferencji krajowych i ponad stu konferencji zagranicznych, na których wygłaszał referaty.

## Życie prywatne
Żonaty, ma dwie córki.

## Odznaczenia i wyróżnienia
Ordery i odznaczenia
- Krzyż Komandorski Orderu Odrodzenia Polski (2010)[7]
- Krzyż Kawalerski Orderu Odrodzenia Polski (2002)[8]
- Złoty Krzyż Zasługi (1997)[9]
- Wielki Krzyż Zasługi z Gwiazdą Orderu Zasługi Republiki Federalnej Niemiec

Nagrody i wyróżnienia
- Perła Honorowa Polskiej Gospodarki[10]
- „Zielone Serce Przyrodzie” (1999)[11]

## Publikacje
- Stanisław Chróściel, Maciej Nowicki, Problemy obliczeniowe w ochronie atmosfery, Wydawnictwa Politechniki Warszawskiej, Warszawa 1977.
- Jan Juda, Maciej Nowicki, Urządzenia odpylające, Państwowe Wydawnictwo Naukowe, Warszawa 1986.
- Maciej Nowicki, Ministerstwo Ochrony Środowiska, Zasobów Naturalnych i Leśnictwa 1993. Strategia ekorozwoju Polski, Agencja Reklamowo-Wydawnicza A. Grzegorczyk, Warszawa 1993.
- Maciej Nowicki, Lutz Ribbe, Problemy ekorozwoju Polski, Agencja Reklamowo-Wydawnicza A. Grzegorczyk, Warszawa 2001.